# Československá lidová armáda
La Československá lidová armáda o ČSLA in ceco e Československá ľudová armáda o ČSĽA in slovacco, letteralmente Esercito popolare cecoslovacco, fu l'insieme delle forze armate della Repubblica Socialista Cecoslovacca dal 1954 al 1990, membro del Patto di Varsavia a partire dal 1955.
Una delle maggiori forze del Patto di Varsavia, ottimamente addestrato e ben equipaggiato grazie a una sviluppata industria bellica nazionale, l'Esercito cecoslovacco subì gravi danni al morale a causa delle pesanti epurazioni seguite agli eventi della "Primavera di Praga".
Il 14 marzo 1990, con la caduta del governo comunista in Cecoslovacchia, il ČSLA fu ridenominato in "Esercito cecoslovacco" togliendo l'aggettivo "popolare". A seguito della dissoluzione della stessa Cecoslovacchia, l'Esercito cecoslovacco poco tempo dopo fu suddiviso nell'Esercito della Repubblica Ceca e nelle Forze armate della Repubblica Slovacca.

## Storia

### Fondazione
La ricostruzione nel 1945 della Cecoslovacchia come stato indipendente dopo il periodo dell'occupazione tedesca portò alla rinascita delle precedenti forze armate cecoslovacche (Československá armáda). La ricostruzione delle forze armate si avvalse di due fonti diverse: il 1º Corpo d'armata cecoslovacco, formazione creata nel 1944 in Unione Sovietica con volontari cechi e prigionieri di guerra slovacchi e reduce dai combattimenti sul fronte orientale a fianco dell'Armata Rossa, e la 1ª Brigata corazzata cecoslovacca, unità creata nel 1943 dal Governo in esilio della Cecoslovacchia a Londra e impegnata sul fronte ovest con gli Alleati occidentali.

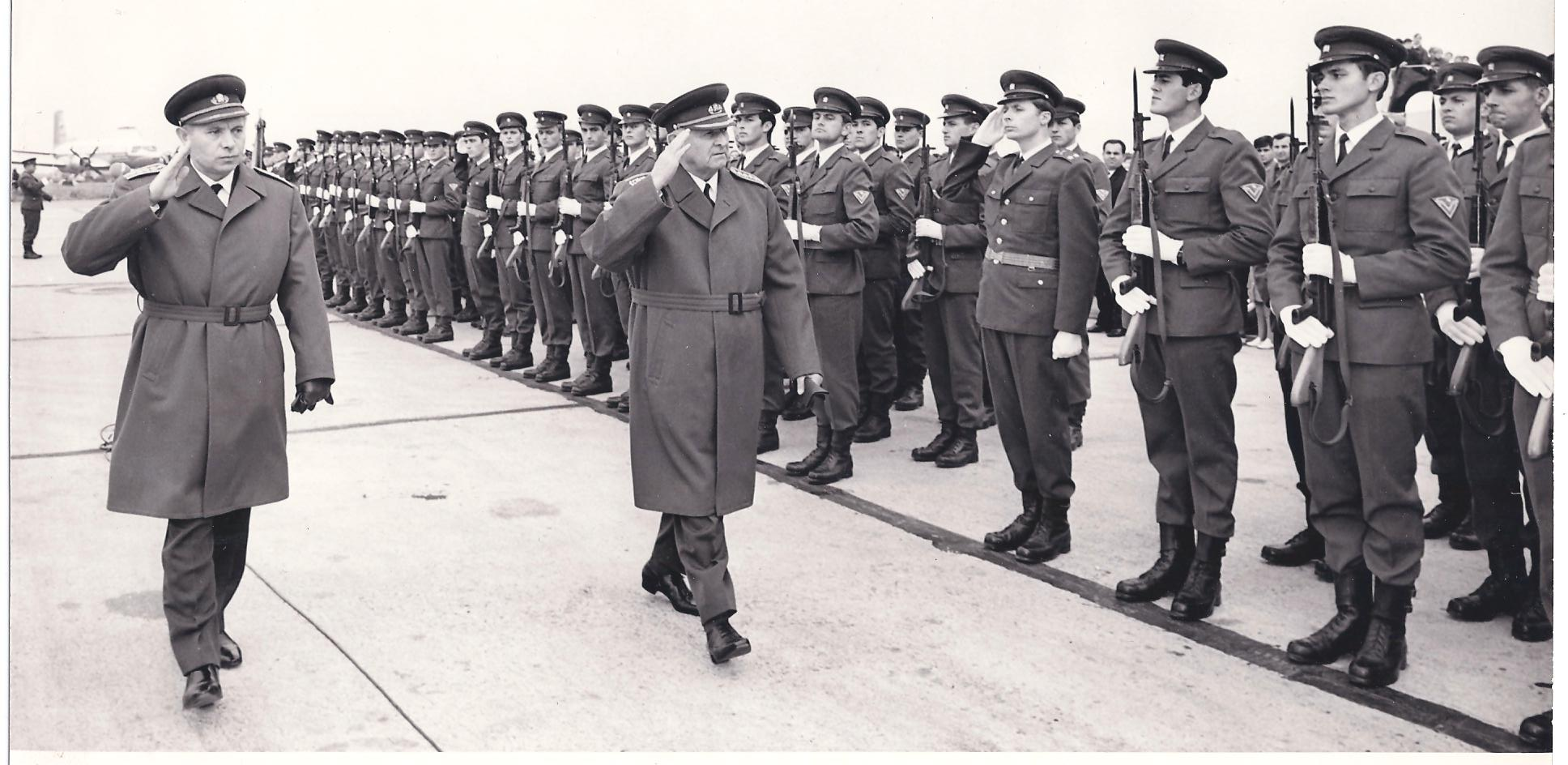
Il presidente cecoslovacco Ludvík Svoboda passa in rassegna un picchetto d'onore del ČSLA nel 1969

Nel dopoguerra il nuovo Stato cecoslovacco si ritrovò compreso entro la sfera d'influenza sovietica, il cui peso si fece ben presto sentire. Nel febbraio 1948, con il supporto sovietico, un colpo di stato promosso dal Partito Comunista di Cecoslovacchia portò alla deposizione del governo democratico e all'istituzione di una Repubblica Socialista Cecoslovacca allineata alle posizioni di Mosca; l'Esercito, rimasto passivo durante gli eventi del colpo di stato, venne rapidamente purgato degli elementi considerati non politicamente affidabili, tra cui buona parte di quanti avevano combattuto nelle forze cecoslovacche sul fronte occidentale.
Il 1º giugno 1954 la forza armata fu quindi rinominata Esercito Popolare Cecoslovacco (Československá lidová armáda, ČSLA) e riorganizzato secondo le linee delle Forze armate sovietiche, con un organico inizialmente basato su due divisioni corazzate, quattro divisioni meccanizzate e otto divisioni di fanteria.

### La primavera di Praga

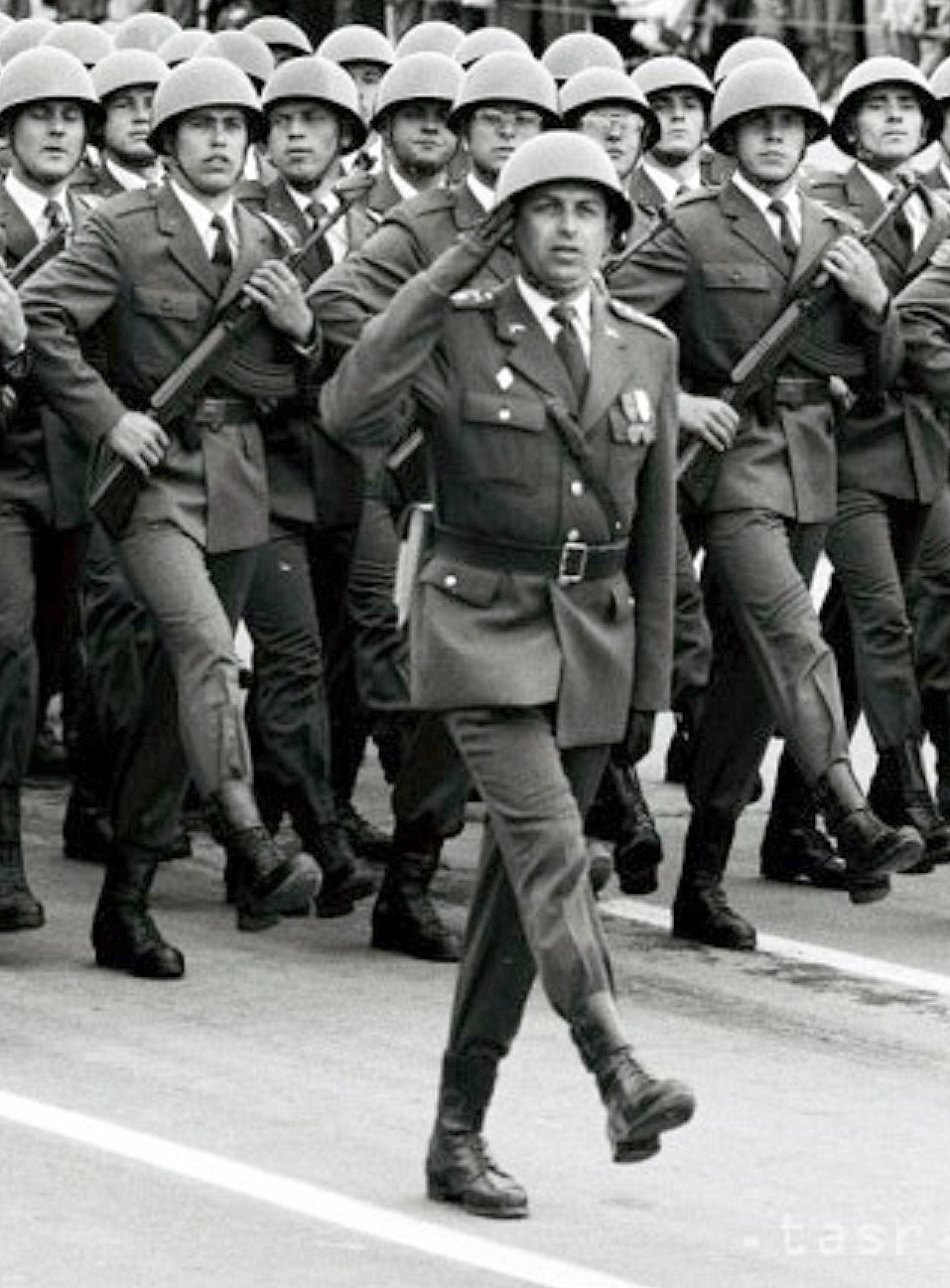
Truppe cecoslovacche sfilano in parata a Bratislava

Membro fondatore del Patto di Varsavia nel 1955, la Cecoslovacchia comunista sviluppò forze armate numerose, bene armate ed  addestrate. Con un organico di 250.000 uomini nel 1951, suddivisi tra forze di terra e aeronautica militare, il ČSLA si vide assegnare un ruolo importante nei piani di guerra dell'URSS in caso di conflitto con la NATO, dovendo fornire appoggio alle previste operazioni sovietiche nella Germania Ovest meridionale con una forza complessiva riorganizzata, nel 1960-1961, su due divisioni corazzate e dodici divisioni di fucilieri motorizzate (fanteria montata su veicoli trasporto truppe); consiglieri militari e ufficiali addestratori cecoslovacchi furono inoltre inviati all'estero nei paesi amici dell'Unione Sovietica per sostenere la formazione delle locali forze armate. Alla Cecoslovacchia stessa fu consentito di sviluppare una propria estesa ed efficiente industria bellica, producendo armamenti non solo per le proprie forze armate ma anche per paesi terzi e amici.
L'espansione e modernizzazione del ČSLA richiese la formazione di un corpo ufficiali altamente professionale, che con il passare del tempo iniziò a mostrare sempre più segni di insofferenza verso il peso politico del Partito comunista nella nazione e verso lo stato dell'alleanza con l'Unione Sovietica. Si iniziò a guardare con favore all'esperienza della Repubblica Socialista di Romania, che benché fosse un membro a tutti gli effetti del Patto di Varsavia manteneva una politica autonoma da Mosca, non partecipava alle manovre militari dell'alleanza e non consentiva lo stanziamento di truppe sovietiche sul suo territorio; proprio le continue richieste dell'URSS di schierare propri reparti e finanche armi nucleari in Cecoslovacchia furono fonte di continui attriti tra gli ambienti militari delle due nazioni. Nel 1966 il comando del ČSLA rifiutò la proposta sovietica di una maggiore integrazione degli eserciti del Patto di Varsavia, e nel 1968 furono varati piani per democratizzare maggiormente la struttura delle forze armate e ridurre il peso del partito all'interno di esse.
Il complessivo piano di riforme democratiche portato avanti dal governo di Alexander Dubček (la cosiddetta "Primavera di Praga") portò ben presto all'intervento repressivo dell'URSS. Nella notte tra il 20 e il 21 agosto 1968 un considerevole ammontare di forze sovietiche, sostenuto da contingenti piuttosto riluttanti forniti dagli altri paesi del Patto di Varsavia, lanciò un'invasione su vasta scala della Cecoslovacchia (nome in codice "operazione Danubio"); soverchiato numericamente, il ČSLA obbedì alle istruzioni del governo e non oppose alcuna resistenza: i reparti cecoslovacchi rimasero nelle caserme e vennero ben presto disarmati.

### La "normalizzazione" e lo scioglimento

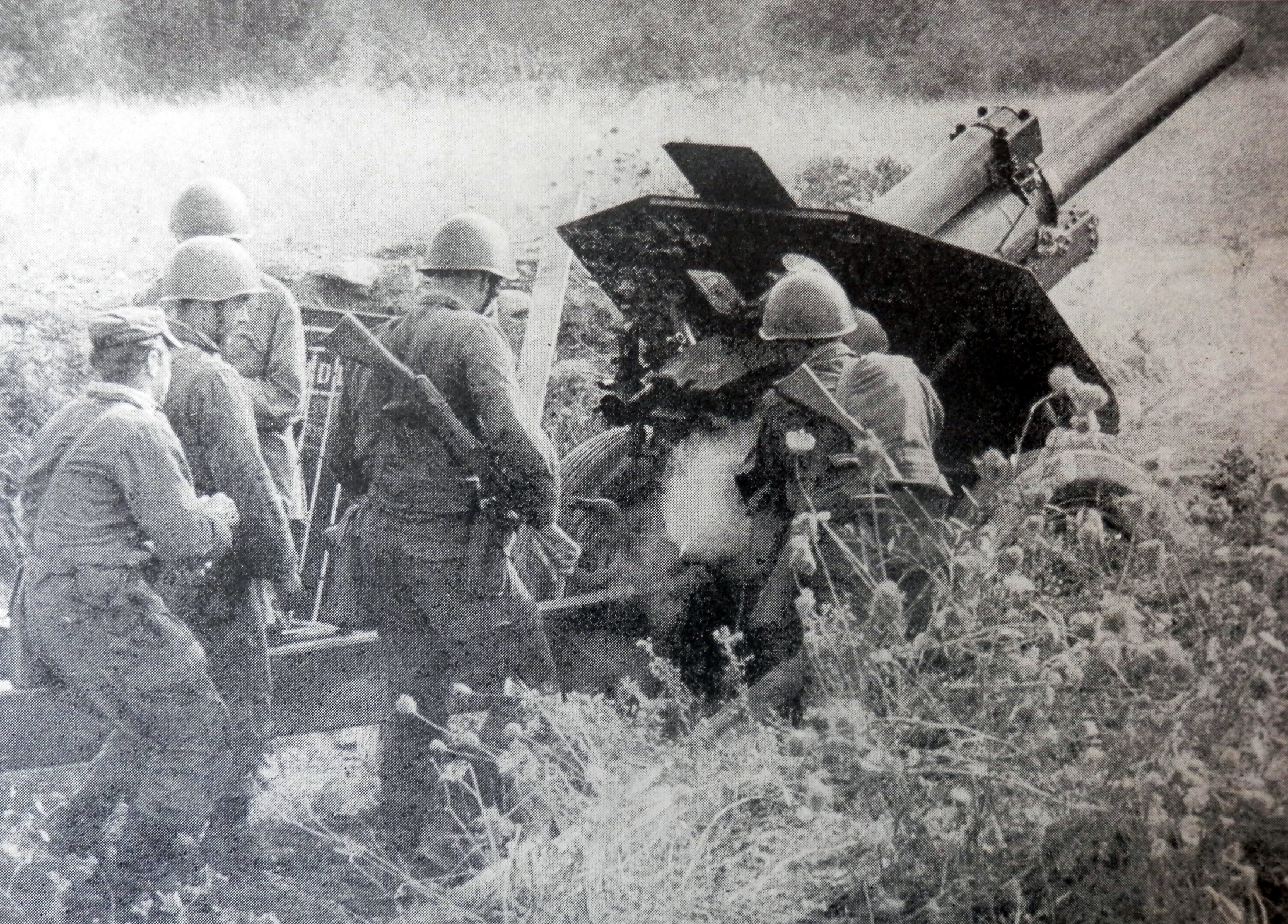
Artiglieria cecoslovacca durante un'esercitazione negli anni 1970

Il periodo successivo alla Primavera di Praga, noto come "Normalizzazione", vide un esteso controllo dell'Unione Sovietica sulle politiche cecoslovacche e sulle sue forze armate. Il nuovo governo di Gustáv Husák avviò un'estesa campagna di epurazione degli elementi ritenuti politicamente inaffidabili e troppo vicini alle posizioni del deposto Dubček, campagna che falcidiò pesantemente il ČSLA: l'accademia militare venne temporaneamente chiusa ed entro il 1975, quando l'ondata di epurazioni ebbe termine, circa 11.000 ufficiali e 30.000 sottufficiali furono espulsi dalle forze armate; le forze di terra persero fino a un terzo del proprio corpo ufficiali e quelle aeree la metà. Nonostante l'adozione di misure compensative, che generalmente prevedevano l'abbassamento dei criteri richiesti per intraprendere carriere di comando nelle forze armate e riduzioni del periodo di formazione nelle accademie militari, ancora nel 1979 fonti d'intelligence tedesco-occidentali rilevarono carenze nelle dotazioni di ufficiali nelle forze cecoslovacche che andavano da un 20% per l'aeronautica fino a un 70% in alcune divisioni di fanteria.
Il ČSLA cessò in pratica di esistere come forza militare per essere poi completamente ricostruito e organizzato secondo le linee sovietiche, venendo assoggettato a uno stretto controllo da parte di Mosca; un grosso concentramento di truppe sovietiche (il cosiddetto Gruppo di Forze del Centro), pari a due divisioni corazzate e tre divisioni di fucilieri motorizzate, fu permanentemente stanziato sul suolo cecoslovacco. Il numero degli effettivi del ČSLA crollò dai 260.000 del 1966 ai 168.000 del 1968, per poi attestarsi durante gli anni 1970 intorno ai 200.000 uomini; le purghe e una diffusa demoralizzazione e apatia nei ranghi resero sempre più difficile trovare candidati motivati con cui ricoprire i posti di ufficiale e sottufficiale, per quanto le forze cecoslovacche (al pari di polacchi e tedesco-orientali) mantennero una certa reputazione di maggiore professionalità militare rispetto alle loro equivalenti sovietiche grazie ai più alti standard di addestramento.

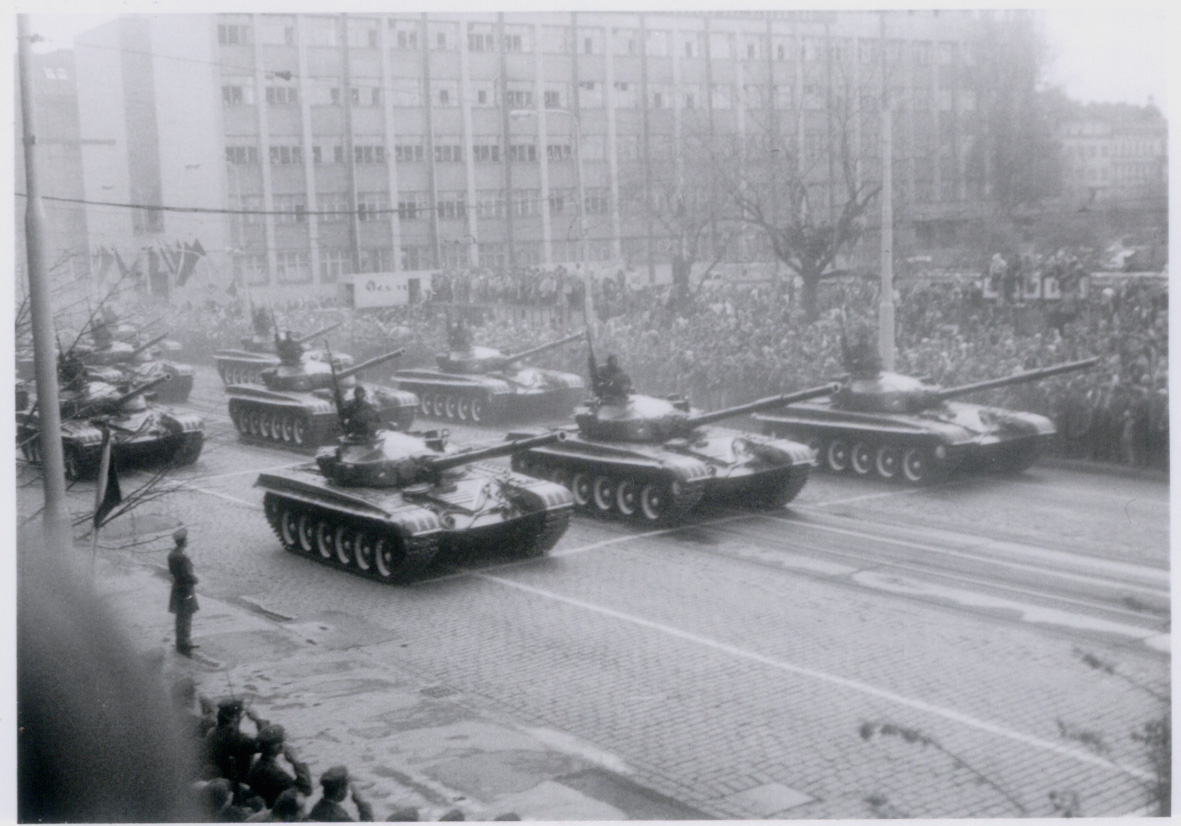
Carri T-72 cecoslovacchi sfilano a Praga nel 1985

La tenuta delle forze cecoslovacche in un eventuale conflitto tra NATO e Patto di Varsavia rimase a lungo questionabile: se si riteneva che i reparti del ČSLA avrebbero di certo contribuito ad affrontare tentativi di invasione del territorio nazionale da parte delle forze occidentali, la loro partecipazione effettiva a un'offensiva sovietica nella Germania Ovest era ritenuta più che dubbia, e in generale i sovietici stessi riponevano poca fiducia nei loro alleati cecoslovacchi. Ad ogni modo, il ČSLA non dovette mai provare sul campo la sua reale tenuta in battaglia: tra il novembre e il dicembre 1989 gli eventi della "rivoluzione di velluto" portarono alla dissoluzione del regime comunista cecoslovacco e alla sua sostituzione con il nuovo governo democratico della Repubblica Federale Ceca e Slovacca; i reparti del ČSLA assistettero passivamente agli eventi della rivoluzione e non tentarono minimamente di difendere il regime comunista al potere.
Il 14 marzo 1990 le forze armate cecoslovacche tornarono alla precedente denominazione di Československá armáda; nel gennaio 1993, con la dissoluzione della Cecoslovacchia, queste furono quindi ripartite nelle nuove Forze armate della Repubblica Ceca e nelle Forze armate della Repubblica slovacca.

## Struttura
Controllato dal Ministero della difesa nazionale e da uno stato maggiore generale con sede a Praga, negli anni 1980 il ČSLA annoverava un totale di 201.000 effettivi in servizio attivo, di cui 140.000-145.000 nelle forze di terra (Pozemní vojsko) e il resto nelle forze aeree (Vojenské letectvo) e di difesa aerea (Vojska protivzdušné obrany státu); una piccola forza navale (Československé válečné loďstvo) per il pattugliamento delle acque del Danubio fece parte delle forze armate fino al 1959, quando fu sciolta e assorbita dal corpo delle guardie di frontiera.
Il ČSLA comprendeva una propria forza di polizia militare, la Tanková a automobilní inspekce (letteralmente "Ispezione automobili e carri armati"), conosciuta come TAI. I suoi compiti erano quelli di gestire il personale civile nelle esercitazioni, trattare le violazioni degli autisti militari e gli incidenti stradali militari, e fare servizio di movieri.

### Forze di terra

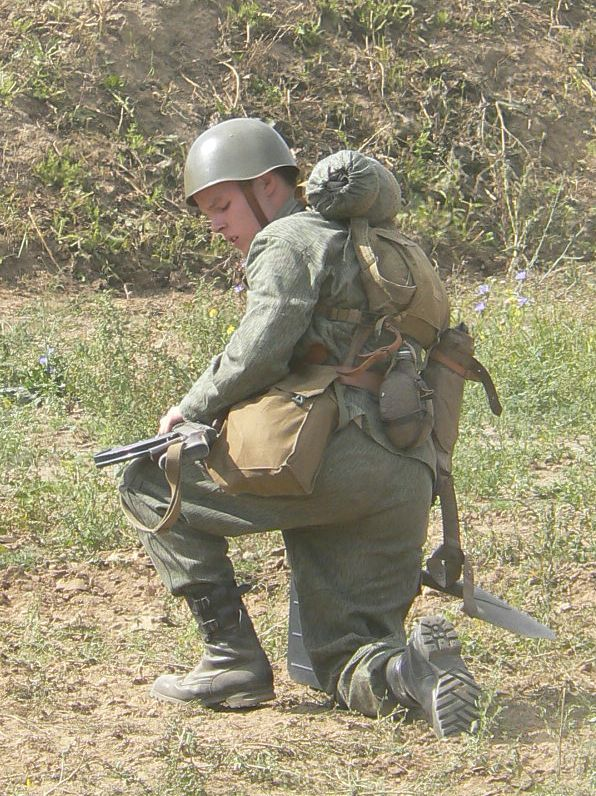
Un soldato con l'uniforme del ČSLA degli anni 1970 durante una moderna rievocazione storica

Le unità terrestri del ČSLA contavano 140.000-145.000 effettivi in servizio attivo (il terzo esercito del Patto di Varsavia per numero di uomini dopo Unione Sovietica e Polonia), di cui 100.000 coscritti impegnati in un servizio militare di leva obbligatorio della durata di due anni; l'obiezione di coscienza al servizio militare era illegale e punita con la detenzione in carcere fino a cinque anni (da cinque a quindici anni in caso di situazioni di emergenza nazionale). Gli effettivi in servizio attivo erano sostenuti da una forza di 300.000 membri della riserva militare mobilitabili in caso di guerra, per quanto il loro reale valore bellico fosse abbastanza ridotto a causa dei carenti programmi di addestramento del personale riservista.
Le unità operative ammontavano negli anni 1980 a cinque divisioni corazzate e cinque divisioni di fucilieri motorizzate, suddivise tra due distretti militari (tre fino al 1969, con distretti separati per Boemia e Moravia poi riuniti in uno comune):
- il Distretto militare occidentale (Západní vojenský okruh o ZVO), con quartier generale a Tábor e responsabile delle terre ceche, controllava i principali assetti operativi con due comandi d'armata, la 1ª Armata (comando a Příbram) con la 1ª Divisione corazzata e la 2ª, 19ª e 20ª Divisione fucilieri motorizzata, e la 4ª Armata (comando a Písek) con la 4ª e 9ª Divisione corazzata e la 3ª e 15ª Divisione fucilieri motorizzata; entrambe le armate avevano assegnate come unità di supporto una brigata missilistica dotata di missili balistici SS-1 Scud, una brigata di artiglieria pesante, un reggimento di artiglieria anticarro, una brigata di artiglieria antiaerea, un reggimento di missili antiaerei, una brigata del genio militare, una brigata di trasporti logistici e reggimenti delle trasmissioni e di difesa chimica. In caso di guerra, le due armate avrebbero formato un fronte per operare lungo la frontiera con la Germania Occidentale;
- il Distretto militare orientale (Východní vojenský okruh o VVO), con quartier generale a Trenčín e responsabile delle terre slovacche, controllava le unità di riserva del ČSLA ovvero la 13ª e 14ª Divisione corazzata, un reggimento del genio, un reggimento trasmissioni e il 22º Reggimento paracadutisti (brigata fino al 1968): quest'ultimo, l'unica unità del ČSLA dotata di addestramento specialistico, si componeva di due battaglioni paracadutisti (uno in servizio attivo e uno in riserva), un battaglione d'addestramento e un battaglione di forze speciali[7].

L'organigramma delle divisioni seguiva quello delle loro equivalenti sovietiche. Le divisioni di fucilieri motorizzate si componevano di tre reggimenti di fucilieri, un reggimento di carri armati, un reggimento di artiglieria campale, un reggimento di artiglieria antiaerea e varie unità di supporto a livello di battaglione (ricognizione, anticarro, trasmissioni, genio, lanciarazzi, artiglieria missilistica, servizi sanitari, manutenzione e trasporti); le divisioni corazzate avevano un organico identico, ma con una inversa proporzione tra truppe corazzate e di fanteria (tre reggimenti di carri armati e un reggimento di fucilieri motorizzato) e senza il battaglione anticarro.

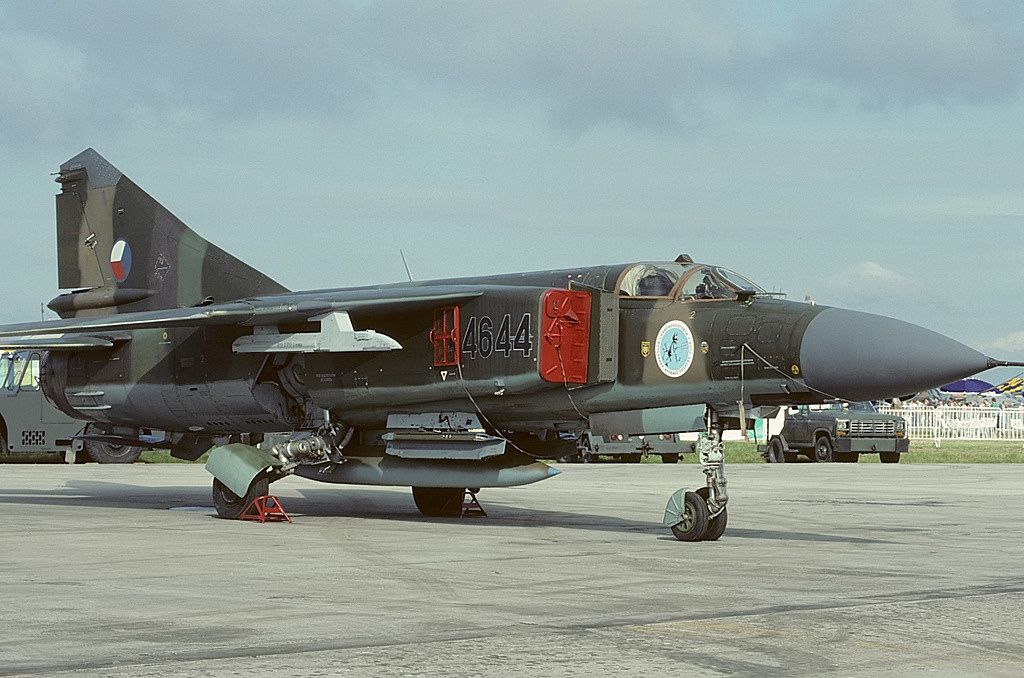
Un caccia MiG-23 con le insegne cecoslovacche

### Forze aeree e di difesa aerea
Negli anni 1980 le Forze aeree cecoslovacche disponevano di circa 56.000 effettivi in servizio attivo, per due terzi coscritti impegnati in un servizio di leva obbligatoria della durata di tre anni; come negli altri paesi del Patto di Varsavia, l'aeronautica propriamente detta controllava anche le forze di difesa aeree, responsabili della protezione antiaerea strategica della nazione (i reparti antiaerei delle Forze di terra fornivano solo la copertura alle unità sul campo di battaglia).
I reparti dell'aeronautica erano organizzati in due armate aeree, la 7ª Armata con comando a Praga e la 10ª Armata con comando ad Hradec Králové; le due armate disponevano di quattro divisioni aeree per un totale di quattordici reggimenti aerei: quattro di cacciabombardieri, sei di caccia intercettori, uno di ricognitori, due di aerei da trasporto e uno di elicotteri (con uno squadrone indipendente di elicotteri d'attacco e due da trasporto). Le forze aeree cecoslovacche allineavano circa 465 aerei da combattimento e 40 elicotteri armati, e disponevano di un totale di ventidue basi aeree principali (di cui quattro condivise con le forze aeree sovietiche dislocate in Cecoslovacchia) e quattordici aeroporti di riserva
Le forze di difesa aerea erano suddivise in tre divisioni per un totale di sei reggimenti di missili antiaerei a lungo raggio dispiegati in circa 40 siti.

## Mezzi e sistemi d'arma

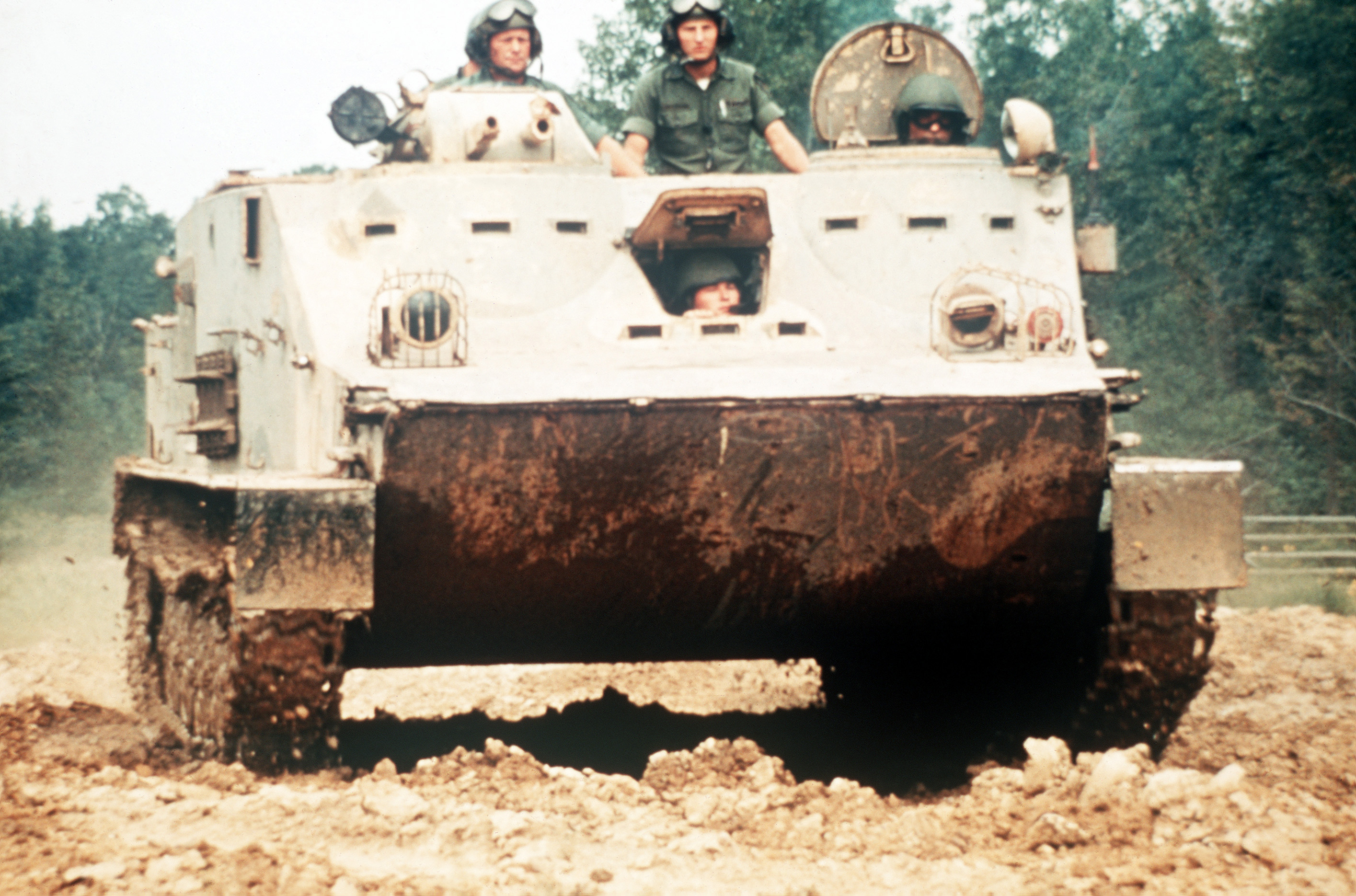
Un trasporto truppe cecoslovacco OT-62 negli anni 1980

Benché ancora dipendente dalle forniture sovietiche per quanto riguardava gli armamenti più sofisticati e tecnologicamente avanzati, la Cecoslovacchia possedeva una propria sviluppata industria bellica capace non solo di equipaggiare buona parte del suo esercito ma anche di produrre equipaggiamenti per l'esportazione verso altri paesi del Patto di Varsavia o nazioni del blocco orientale; l'industria cecoslovacca della difesa aveva solide connessioni con quella polacca, con cui spesso portava a termine programmi comuni di sviluppo e produzione di nuovi mezzi, e produceva su licenza svariati tipi di mezzi di progettazione sovietica. Le produzioni cecoslovacche comprendevano armi leggere, cannoni campali e antiaerei, lanciarazzi e veicoli blindati per la fanteria.
Il fatto che il ČSLA si trovasse a fronteggiare direttamente le forze della NATO in Germania spinse i sovietici ad equipaggiarlo con una considerevole forza corazzata, arrivata a contare verso la fine degli anni 1980 un totale di 2.650 carri armati; per l'80% si trattava di carri sovietici tipo T-54/55, non più all'avanguardia ma sottoposti a programmi di modernizzazione (in parte di concezione locale) degli apparati di tiro e delle corazzature, mentre solo 500 carri erano del più moderno tipo T-72 (parte dei quali prodotti su licenza nelle fabbriche cecoslovacche). Nel campo dei veicoli per la fanteria, erano in uso circa 1.100 veicoli da combattimento BVP-1 e BVP-2 (rispettivamente la versione prodotta localmente su licenza del sovietico BMP-1 e BMP-2) e circa 2.500 veicoli trasporto truppe blindati OT-62 e OT-64 (entrambi di progettazione cecoslovacca e prodotti in congiunzione con la Polonia); come veicoli da ricognizione erano in uso circa 1.250 autoblindo sovietiche BRDM-2 e cecoslovacche OT-65 (versione prodotta su licenza dell'ungherese D-442 FUG).

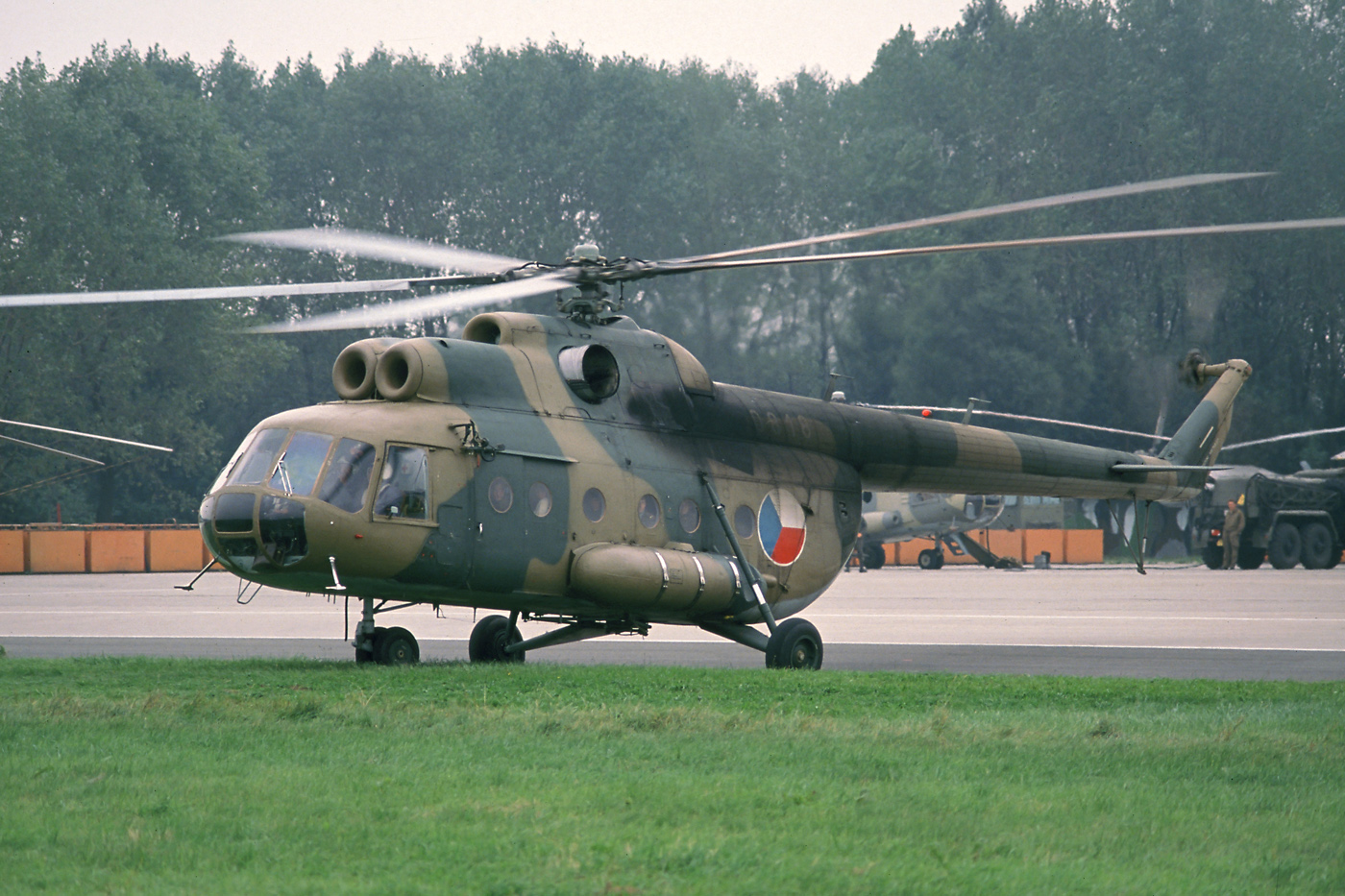
Un elicottero Mi-8 cecoslovacco negli anni 1980

L'artiglieria comprendeva numerosi sistemi a traino di origine sovietica o locale in calibro 100 mm, 122 mm, 130 mm e 152 mm, come pure i semoventi d'artiglieria di origine sovietica 2S1 Gvozdika da 122 mm, 2S7 Pion da 203 mm e 2S4 Tyulpan da 240 mm oltre ai cecoslovacchi DANA ShKH-77 da 152 mm; i sistemi lanciarazzi mobili comprendevano i cecoslovacchi RM-70 e sovietici FROG, mentre nel campo dei missili anticarro erano in servizio i sovietici Maljutka, Fagot e Konkurs. La difesa antiaerea si basava sia su pezzi d'artiglieria in calibro 57 mm S-60 e semoventi M53/59 Praga da 30 mm di produzione locale, che su vari sistemi missilistici di origine sovietica Krug, Kub, Strela-1, Strela-2 e Strela-10.
Le forze aeree erano equipaggiate quasi interamente con velivoli di origine sovietica: caccia e cacciabombardieri Mikoyan-Gurevich MiG-21 e Mikoyan-Gurevich MiG-23, cacciabombardieri Sukhoi Su-7 e Sukhoi Su-25, aerei da trasporto Antonov An-12, Antonov An-24 e Ilyushin Il-12, elicotteri d'attacco Mil Mi-24 e da trasporto Mil Mi-4 e Mil Mi-8; le produzioni nazionali cecoslovacche comprendevano aerei d'addestramento Aero L-29 Delfin e da trasporto Let L 410. I reparti della difesa aerea erano equipaggiati con circa 250 esemplari di sistemi missilistici sovietici S-75 e S-125.